# Estación de Poble Sec
Poble Sec es una estación de la línea 3 del Metro de Barcelona situada debajo de la avenida del Paralelo, entre los distritos de Sants-Montjuïc y el Ensanche de Barcelona junto al barrio del mismo nombre.
La estación se inauguró en 1975 como parte de la entonces Línea IIIB y con el nombre de Parlamento. Poco tiempo antes de su inauguración, a principios de los años 1970, un accidente provocó la muerte de dos trabajadores. En 1982 con la reorganización de los números de líneas y cambios de nombre de estaciones, pasó a ser una estación de la línea 3, y cambió su nombre por el actual de Poble Sec.
El 29 de mayo de 2015 finalizaron las obras de accesibilidad a personas con movilidad reducida con la instalación de tres ascensores y rampas de entre el vestíbulo y el pasillo de acceso a los andenes.
| << cabecera        | < estación   | línea | estación > | cabecera >>   |
| ------------------ | ------------ | ----- | ---------- | ------------- |
| Metro              |              |       |            |               |
| Zona Universitaria | Plaza España |       | Paralelo   | Trinitat Nova |

- Datos: Q610740
- Multimedia: Poble Sec metrostation / Q610740